# 康县对囊蕨
康县对囊蕨（学名：Deparia × kanghsienense）也称为
康县蛾眉蕨，为蹄盖蕨科对囊蕨属下的一个种。